# Station Otłoczyn
Station Otłoczyn is een spoorwegstation in de Poolse plaats Otłoczyn.